# Los ángeles
Pour les articles homonymes, voir Los Angeles (homonymie).
Pour plus de détails, voir Fiche technique et Distribution.
Los ángeles est un film espagnol réalisé par Jacob Berger, sorti en 1990.

## Synopsis
Un musicien américain s'échappe avec une prostituée dont il est amoureux.

## Fiche technique
- Titre : Los ángeles
- Réalisation : Jacob Berger
- Scénario : Jacob Berger
- Musique : Michel Portal
- Photographie : Emmanuel Machuel
- Montage : Joëlle Hache
- Production : Jean-Louis Porchet et Gérard Ruey
- Société de production : CAB Productions, Cadrage, Cannon Group Iberoamerica, K2, Marea Films, Televisión Española et Télévision suisse romande
- Société de distribution : Les Films de l'Atalante (France)
- Pays :  Espagne,  France,  Suisse et  Belgique
- Genre : drame, action
- Durée : 95 minutes
- Dates de sortie : 
  - Allemagne : 13 février 1990 (Berlinale)
  - France : 27 novembre 1991

## Distribution
- Belinda Becker : Sara
- Steven Weber : Rickie Michelson
- José Esteban Alenda : Tonio
- Justin Williams : Thomas Michelson
- Féodor Atkine : Hugo Carrero
- Ángela Molina : Natacha
- Cristina Hoyos : La Molina
- Dolors Duocastella : Leila Michelson
- Iliana Lolic : Natalia
- Joan Dalmau : Enrico

## Distinctions
Le film a été présenté en sélection officielle en compétition lors de Berlinale 1990.